# Francisco Cabral
Francisco Cabral (1529 - 1609) (n. en Covillana Portugal en 1529 - m. en Goa, India en 1609) fue un sacerdote y misionero jesuita portugués en Japón.

## Primeros años
Cabral nació en el castillo de Covillana, Diócesis de Guarda, Portugal en 1529. Ingresó a la Compañía de Jesús en 1554.

## Labor en Japón
Cabral llegó a Japón en la primavera de 1570 para servir como Superior de la Misión Jesuita de Japón.
Cabral implementó varios cambios para reenfocar la misión de Japón. Prohibió a los misioneros jesuitas locales usar las túnicas de seda naranja que usan los sacerdotes budistas, una práctica que había comenzado bajo Francis Xavier para que los locales tomaran más en serio a los misioneros. Cabral vio estas prendas como una capa utilizada por el diablo mientras se infiltraba en la misión e insistió en que los sacerdotes usaran la tradicional sotana negra. También dejó de observar las costumbres dietéticas japonesas, hizo que menos misioneros aprendieran el idioma japonés y rechazó otras formas de adaptación cultural a los japoneses. Cabral también se resistió a la formación de sacerdotes japoneses, creyendo que podrían llegar a despreciar a los europeos. Estas políticas llevaron a una disminución de la moral entre los misioneros locales.
La membresía de la iglesia en Japón creció a 130,000 durante el liderazgo de Cabral, ya que varios daimyo se convirtieron al cristianismo, algunos con la intención de tener mejores condiciones comerciales con Macao. Sin embargo, la misión jesuita aislada carecía de financiación. Cabral creía que la misión había sido abandonada por Dios debido a los pecados de sus miembros, y en 1576 había pedido al General de la Compañía que le permitiera regresar a Europa.
Varios jesuitas, incluido el canónico Visitador de las Misiones Orientales Alessandro Valignano y el padre Gnecchi-Soldo Organtino, se opusieron a las políticas de Cabral y las resistieron abiertamente. Valignano abrió una escuela para la formación de ministros laicos en 1580 a pesar de las objeciones de Cabral. Valignano criticó formalmente a Cabral en una carta al general en octubre de 1580; Cabral más tarde le pidió a Valignano que lo relevara de su cargo de Superior y dejó Japón en 1581, siendo reemplazado por Gaspar Coelho. Después de su partida de Japón, Cabral aconsejó al General que Japón debería ser evangelizado a través de la afirmación de la identidad jesuita y una vida espiritual profunda.
En junio de 1584, Cabral propuso con entusiasmo una invasión hispanolusa de China, asegurándose capaz de obtener ayuda japonesa y apoyo logístico de su orden, aunque el proyecto nunca se llevó a cabo.

## Vida posterior
Cabral sirvió como el  Rector del Colégio de São Paulo en Goa, y más tarde como el jesuita Visitante en la India. Murió en Goa en 1609.